# Bouryiscala turrisphari
Bouryiscala turrisphari is een slakkensoort uit de familie van de Eulimidae. De wetenschappelijke naam van de soort is voor het eerst geldig gepubliceerd in 1905 door Hedley.